# Josef Hoëné-Wronski
Józef Hoene-Wroński, né le 23 août 1776 à Wolsztyn en Pologne et mort le 9 août 1853 à Neuilly-sur-Seine, est un philosophe, mathématicien et scientifique polonais.

## Biographie

### Jeunesse
Il est le fils d'Antoni Hoene, architecte du dernier roi de Pologne, issu d'une famille tchèque installée en Pologne occidentale (le nom de la famille apparaît sous différentes formes : Höhne, Hoehne, Heyne, Hoëne ou Hoëné). Probablement anobli, il se faisait appeler Antoni Hoene de Wronski. 
De 1791 à 1794, Josef participe à la guerre pour l'indépendance de son pays contre la Russie et la Prusse, il se distingue notamment lors du siège de Varsovie par les Prussiens. Il est fait prisonnier à la bataille de Maciejowice. Il est alors engagé par l'armée russe qu'il quitte en 1797 avec le grade de lieutenant-colonel. 
Il part en Allemagne où il étudie le droit, la philosophie et les mathématiques jusqu'en 1800, année où il s'engage à Marseille dans les Légions polonaises, créées en 1797 par Jean-Henri Dombrowski. Il commence alors son travail scientifique et universitaire et conçoit un important système philosophique. Il travaille notamment à l'observatoire de Marseille. Il se fait naturaliser français à cette époque. 
Le 15 août 1803, il a la révélation de l’« Absolu », et dès lors il ne cesse de travailler à une théorie générale du « Messianisme », ou du « Paraclétisme », fondée sur cette révélation. Tout au long de sa vie, il n’aura de cesse d’exposer ces idées dans de nombreux ouvrages philosophiques et politiques.
La date exacte de la révélation n’a jamais été précisée dans les écrits de Wronski. Mais il semble qu'il ait promis à l'un de ses disciples (le banquier Pierre-Joseph Arson) de « faire connaître l’objet de tous [ses] vœux et de toutes [ses] recherches ; et il avait fixé le 15 août [1814?] comme étant l’anniversaire de cette grande découverte ».
En 1810, il s'installe à Paris, épouse la marquise Henriette Victoire Sarrazin de Montferrier, sœur d'Alexandre Sarrazin de Montferrier, et adopte le nom de Wronski. 
Il parlait un grand nombre de langues : le polonais, le français, le latin, le grec, l'hébreu, l'arabe, l'araméen, mais ne connaissait pas l'anglais.

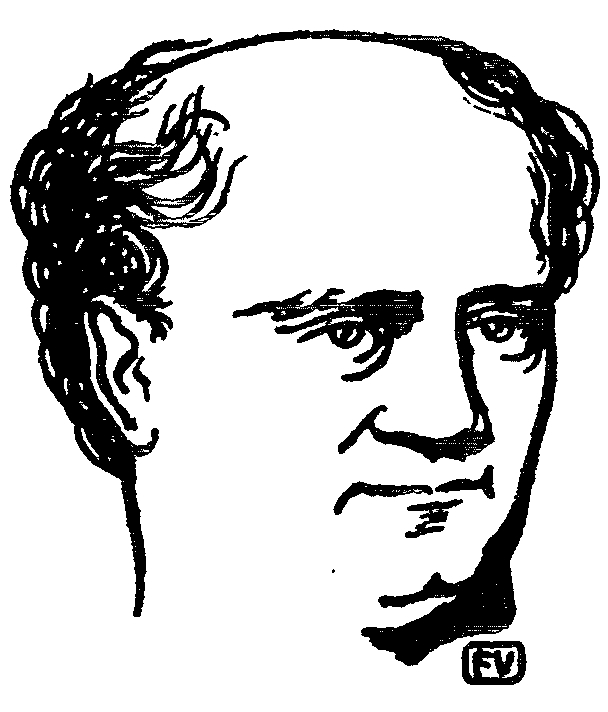
Portrait par Félix Vallotton

### Les années parisiennes (1810-1819)
Son premier mémoire sur les bases des mathématiques est édité à Paris en 1810 ; il lui vaut les comptes-rendus assez réservés de Lacroix, Lagrange et Laplace, ces deux derniers jugeant "incompréhensible" la philosophie des mathématiques de Wronski.
Wronski interrompt alors ses relations avec l'Institut de Paris, fait de l'Académie des sciences de Paris un « ennemi né de la vérité » et finit par s'en prendre à Lagrange dans sa Réfutation de la Théorie des fonctions analytiques de Lagrange (1812).
Il critique l'utilisation des séries infinies par Lagrange et introduit sa propre idée du développement en série d'une fonction. Les coefficients de cette série sont des déterminants maintenant connus sous le nom de wronskiens (appellation due à Thomas Muir, 1882).
En 1812, il publie un travail prétendant prouver que toute équation algébrique a une solution par radicaux.
Ce travail de Wronski, hâtivement appelé avec enthousiasme "méthode de Wronski" dans les Annales de Gergonne, contenait des idées intéressantes, mais était malheureusement entaché d'erreurs (il contredisait notamment des résultats publiés par Paolo Ruffini). Son approche s'inscrivait dans la lignée des travaux de Lagrange sur la résolution de telles équations. Un point final à la question fut apporté quelques années après via les résultats d'Abel et de Galois qui ont exhibé des équations non résolubles par radicaux et ont caractérisé celles qui, à l'inverse, sont résolubles.

### Les années londoniennes (1819-1822)
Il dessine, entre autres, les plans de véhicules tout terrain destinés à concurrencer les chemins de fer, mais ils n'ont jamais été fabriqués. 
Wronski passe les années 1819 à 1822 à Londres. Venu en Angleterre pour essayer d'obtenir une récompense du Bureau des longitudes, ses instruments lui sont confisqués par les douanes à son entrée dans le pays, ils lui sont rendus par la suite et il peut entrer en contact avec le Bureau des Longitudes. Mais son travail sur le sujet ne contient en fait que des généralités et n'impressionne guère.
Son livre Introduction à un cours de mathématiques est publié à Londres en 1821.

### Les dernières années (1822-1853)
N'ayant pas réussi à vendre ses spéculations industrielles, ni à faire accepter ses idées à l'Académie des sciences, il est contraint d'emprunter de l'argent pour publier ses écrits philosophiques. Mais une faillite de son banquier met un terme à l'impression de ses travaux qui restent inédits pendant plus de 30 ans, à l'exception de son Canon des logarithmes.
Wronski meurt en 1853 à Neuilly. Il est enterré au cimetière ancien de Neuilly-sur-Seine. Sa sépulture est surmontée de son buste sculpté par François Black.

## Son œuvre

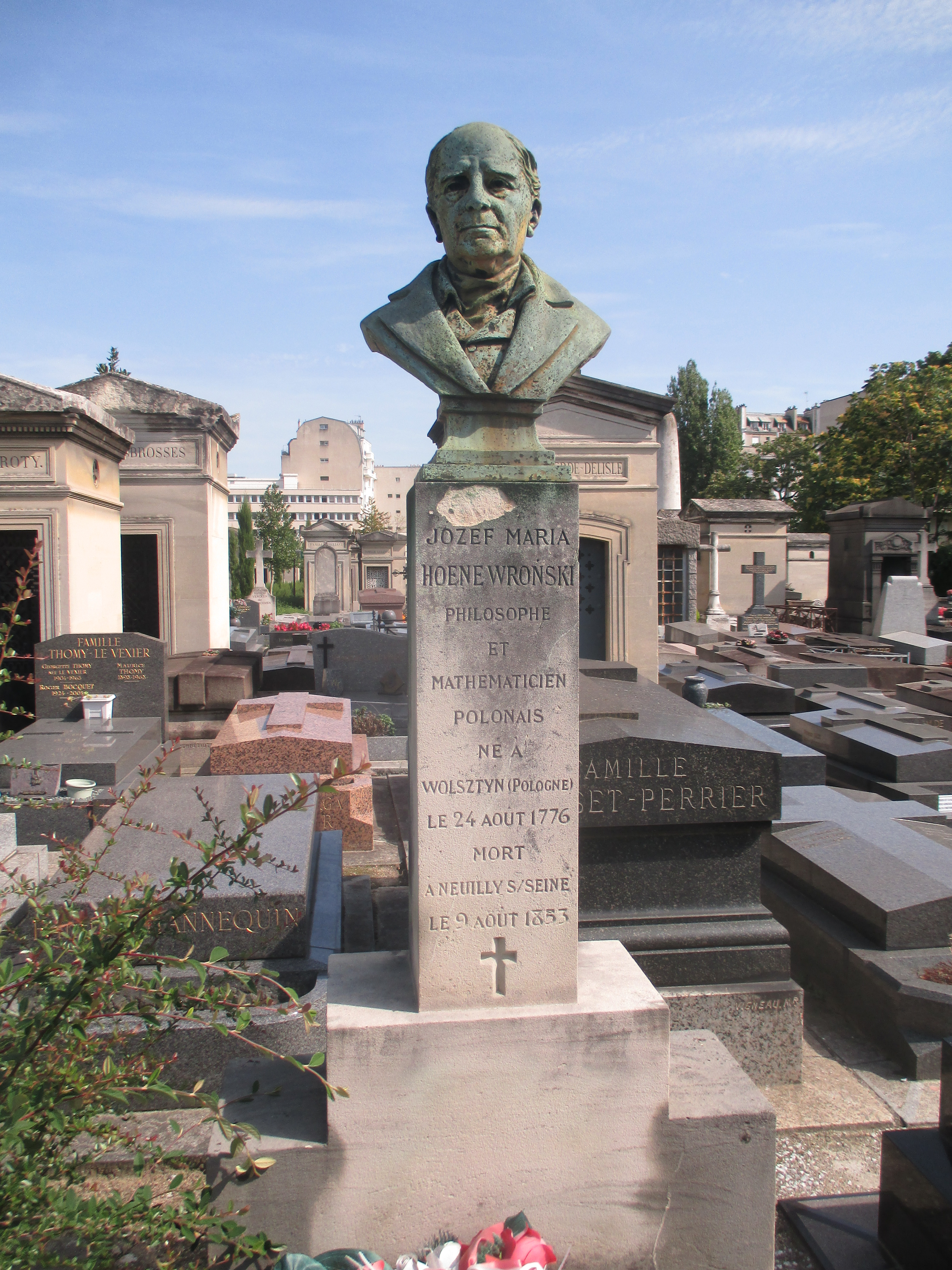
Sa sépulture au cimetière ancien de Neuilly-sur-Seine.

Mathématicien, technicien, philosophe, mystique, etc., ses travaux touchant aussi bien la politique, la religion et la philosophie que les sciences et l'industrie peuvent paraître effectivement confus. 
Son but était une « Réforme du savoir humain » comprenant aussi bien la théorie du mouvement spontané que l'art de gouverner. Comme il le dit dans Prolégomènes du Messianisme :
«L'objet de cet ouvrage est de fonder péremptoirement la vérité sur la terre, de réaliser ainsi la philosophie absolue, d'accomplir la religion, de réformer les sciences, d'expliquer l'histoire, de découvrir le but suprême des États, de fixer les fins absolues de l'homme, de dévoiler les destinées des Nations.»
Contrairement, par exemple, à ses contemporains Lagrange ou Laplace, Wronski n'avait visiblement pas de ligne directrice prédéterminée. Génie, plus proche du Romantisme voire de l'Illuminisme que de l'Académisme, il suivait visiblement l'inspiration du moment (mais peut-être aussi, les modes du moment...).
Pendant des années, les travaux de Wronski ont été considérés comme inutiles. Toutefois, un examen récent plus approfondi de son travail a prouvé que si une partie est fausse et s'il avait une très haute opinion de lui-même et de ses idées, il a tout de même fait preuve d'une grande perspicacité mathématique, et même d'un certain génie.[Information douteuse]
Son beau-frère Alexandre Sarrazin de Montferrier publie L'Arithmétique des logarithmes, ou Application usuelle des logarithmes aux calculs numériques et géométriques, avec une table des logarithmes des nombres de 1 à 10.000 et une table des logarithmes des sinus et tangentes, de minute en minute pour tous les degrés du quart de cercle, à 6 décimales, extraites du "Dictionnaire universel et raisonné de marine" en 1853, puis après sa mort une  Encyclopédie mathématique, ou Exposition complète de toutes les branches des mathématiques, d'après les principes de la philosophie des mathématiques de Hoëné Wronski en 1856. 

### Liens avec les utopistes[5]
Certains de ses ouvrages appelaient à la formation d’une école, ou plutôt d’une « Union Antinomienne » qui servirait à la connaissance et l’application de l’Absolu dans la vie. Le maître eut des disciples plus ou moins fidèles, dont Antoine Bukaty, et ses écrits suscitèrent de l’intérêt chez les penseurs utopistes de l’époque. C’est d'ailleurs au titre d'"auteur utopiste" qu’il fut mentionné par Sainte-Beuve et Balzac.
Ses écrits auront une grande influence sur les occultistes du XIXe siècle, tels Éliphas Lévi, Saint-Yves d'Alveydre ou Papus.
Eliphas Levi, qui l'aurait rencontré peu de temps avant sa mort, raconte avoir eu connaissance d'un "prognomètre" ou "prognoscope", une "machine à deviner", "calculant les probabilités et posant les équations des faits passés, présents et à venir", qui aurait beaucoup occupé les recherches de Wronski.